# Idaea lutescens
Idaea lutescens är en fjärilsart som beskrevs av Alfred Kühn 1774. Idaea lutescens ingår i släktet Idaea och familjen mätare. Inga underarter finns listade i Catalogue of Life.